# Neutrauchburg

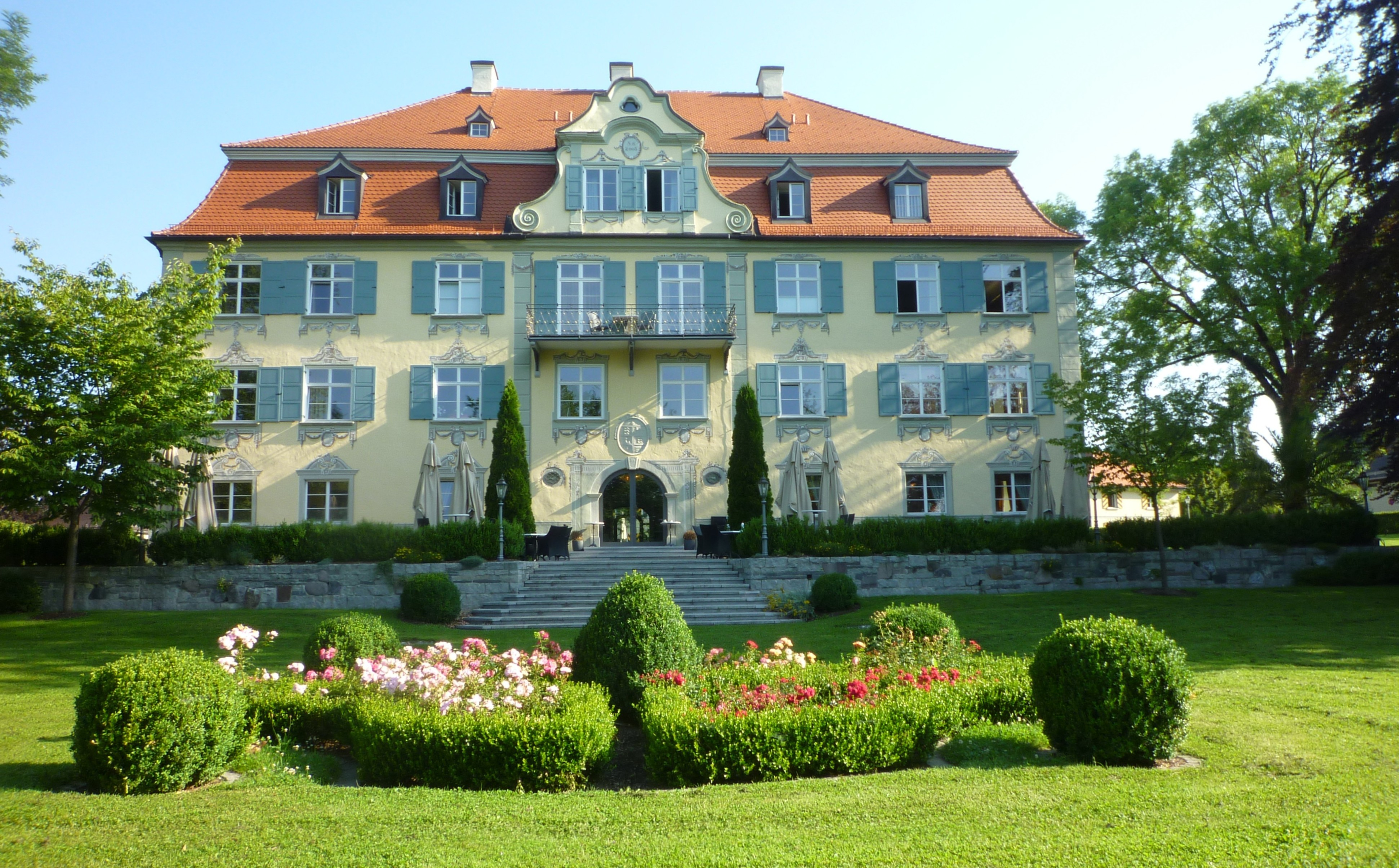
Schloss Neutrauchburg

Neutrauchburg ist ein Kurort und Ortsteil der Stadt Isny im Allgäu im Landkreis Ravensburg.

## Lage
Die ehemalige Reichsstadt befindet sich auf einem Moränenrücken im äußersten Südosten des Bundeslandes Baden-Württemberg, ungefähr zwei Kilometer nördlich des Altstadtkerns von Isny.

### Weitere Orte
Auf der Gemarkung von Neutrauchburg befinden sich die Weiler Achen, Boden, Dengeltshofen, Dornweid, Gründels, Haubach, Menelzhofen, Neuhaus, Ratzenhofen, Schweinebach, Unterried, Zell,

sowie die Wohnplätze Maler, Au, Fuchsbauer, Bauers, Halden, Wies, Knollenhof, Langen, Menelzhoferberg, Oberweiher, Staig, Unterweiher, Wächters, Burg, Furtenwies, Lochter, Schleifertobel, Waidach und Ziegelstadel.

## Geschichte

### Mechensee
Neutrauchburg hieß bis 1788 Mechensee. Noch im 11. Jahrhundert sprach man von Mechinsowe und 1250 von Mechinsei. Dieser Besitz kam 1096 an das Kloster Isny – ein Geschenk der Schwester Irmengard des Grafen Manegold von Veringen, der das Kloster in Isny stiftete. Schon zu dieser Zeit stand vermutlich ein Herrschaftssitz in Form einer Burg an der Stelle, wo heute das Schloss steht. Erwähnt wird in den Chroniken des Klosters Isny aus dem Jahr 1631 ein Bau, wohin man sich beim großen Stadtbrand flüchtete.
Die späteren Herren von Neutrauchburg, die Truchsessen von Waldburg, kamen erst ab dem 14. Jahrhundert an Besitzungen im Ort. 1306 kauften die Waldburger die Burg. Im 15. Jahrhundert bekam man Wildbann und Blutbann. Die Herrschaft umfasste die umliegenden Ortschaften Christazhofen, Friesenhofen, Großholzleute, Rohrdorf, Winterstetten und Wengen.

### Der Adel von Waldburg-Trauchburg
Die Herren von Trauchburg waren ursprünglich eine Nebenlinie der Freiherren von Rettenberg, welche durch Eheschließungen in die Verwandtschaft der Grafen von Veringen kam. Sie verkauften 1306 Mechensee an die Truchsessen (Waldburg). Durch die Teilung von 1429 entstanden drei Linien, darunter auch die Jakobische Linie, welche 1772 ausstarb. Friedrich von Waldburg-Trauchburg verpflichtete sich zunächst dem Deutschen Orden, welcher im Schloss Altshausen residierte. Mit der Reformation wechselte er und ging nach Ostpreußen. Die Verwandtschaft, darunter der Augsburger Bischof von Waldburg-Trauchburg und sein Neffe, der Erzbischof von Köln, versuchte Köln in ein weltliches Herzogtum zu verwandeln. Doch der Versuch kostete das ganze Geld der Familie, man machte so viele Schulden, dass die Familie die nächsten zwei Jahrhunderte permanent vor dem finanziellen Ende stand.

### Schloss Neutrauchburg
Graf Franz Anton von Waldburg-Zeil gelangte 1772 durch Erbschaft in den Besitz der Grafschaft Trauchburg. Seither führt die Familie den Namen „Waldburg-Zeil-Trauchburg“. Graf Anton bestimmte Mechensee zum neuen Verwaltungsmittelpunkt der Grafschaft. Den Abschluss seiner umfassenden Baumaßnahmen bildete 1785/86 das Amtshaus, das heutige Schloss. Darin waren die Oberamtskanzlei und das Herrschaftsarchiv untergebracht. Graf Franz Anton war es auch, der Mechensee in „Neutrauchburg“ umbenannte.
Erst seit dem 19. Jahrhundert wurde Schloss Neutrauchburg vom fürstlichen Haus Waldburg-Zeil-Trauchburg privat genutzt, teils als Wohnsitz der erbgräflichen Familie, teils als Witwensitz für die Fürstinnen. Von 1848 bis 1856 diente das Schloss als private Internatsschule des Fürsten Constantin von Waldburg-Zeil-Trauchburg.

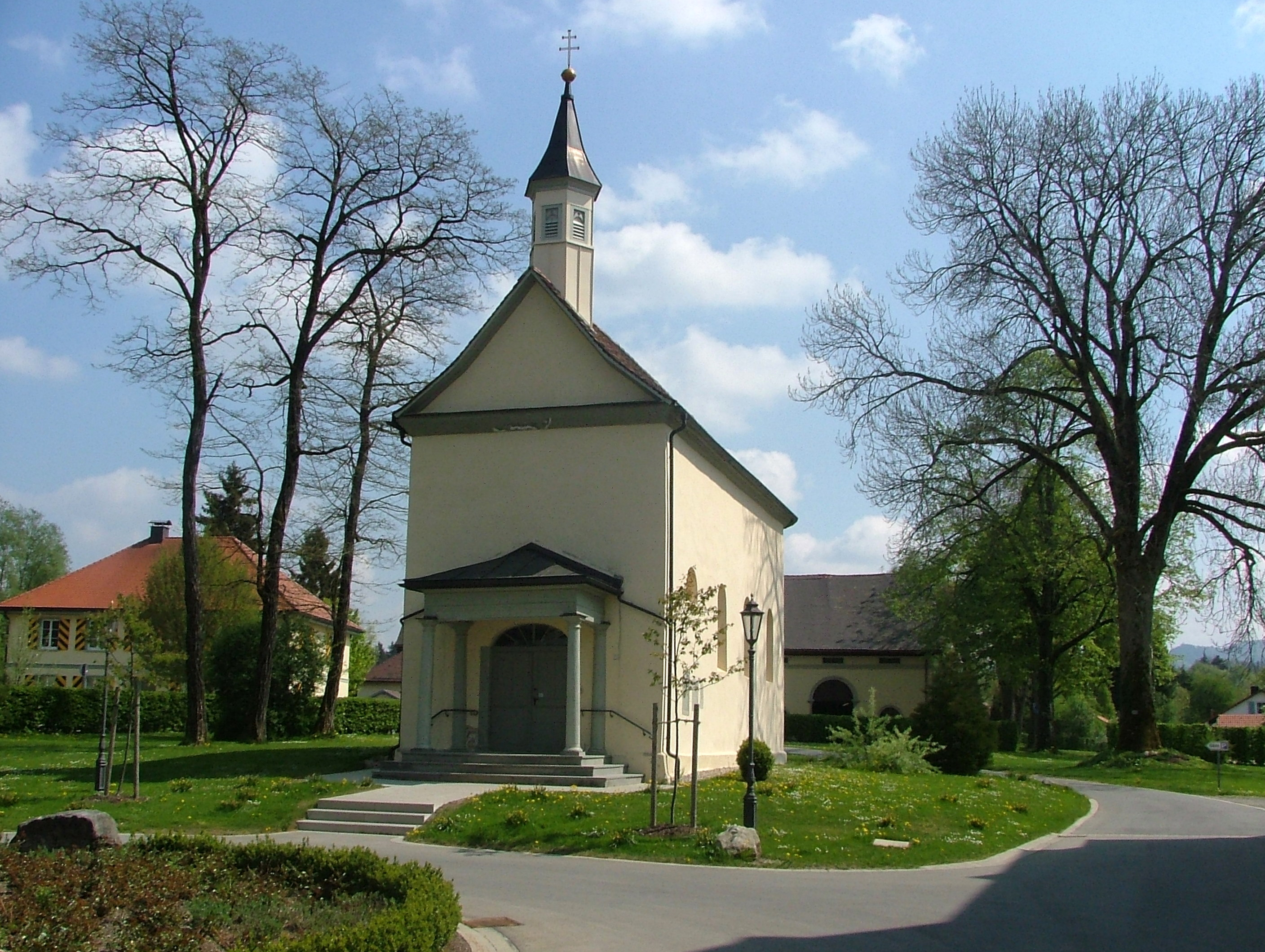
Loretokapelle Neutrauchburg

Mit dem Schlossgasthof „Sonne“ begann die Geschichte der Kurbetriebe in Neutrauchburg. Seine Gründung erfolgte im Zusammenhang mit der Stiftung der Loretokapelle 1686 durch Gräfin Maria Monika von Waldburg-Trauchburg. Schon der erste Pächter, ein Bierbrauer aus Ochsenhausen, erhielt das Recht, Gäste zu beherbergen, Brot zu backen, Salz zu verkaufen, Branntwein zu brennen und mit anderen Dingen Handel zu treiben, ja sogar auf eigene Kosten eine Brauerei einzurichten. So konnten sich die zahlreichen frommen Besucher der Kapelle nach vollbrachter Andacht gleich nebenan im Wirtshaus stärken und erholen. Der Neubau und die neu etablierte Verwaltung in Neutrauchburg ließen den Ort aufblühen, der ab 1806 jedoch einen Niedergang erlitt. In jenem Jahr wurden Isny und Neutrauchburg dem Königreich Württemberg zugeschlagen, so gerieten sie in ihre Randlage an der Grenze zu Bayern.
Seit den Sanierungsarbeiten im Jahr 2008 dient das Schloss als Hotel und Restaurant.

### Ab dem 20. Jahrhundert
Am 1. Juli 1972 wurde Neutrauchburg in die Stadt Isny eingegliedert. In Neutrauchburg und den zugehörigen Weilern Menelzhofen, Ratzenhofen und Dorenwaid leben rund 1200 Einwohner in einer ruhigen Umgebung mit hoher Wohnqualität. Kindergarten, Grundschule, Gastronomie und Geschäfte machen den Ort für Gäste und Bürger gleichermaßen attraktiv.
In den 1950er Jahren begann die Entwicklung Neutrauchburgs zum heute weithin bekannten Kurort. Innerhalb von 20 Jahren entstanden drei Kliniken mit den Behandlungsschwerpunkten Innere Medizin, Orthopädie und Psychosomatik. Heute sind sie Isnys größter Arbeitgeber.

## Sehenswürdigkeiten

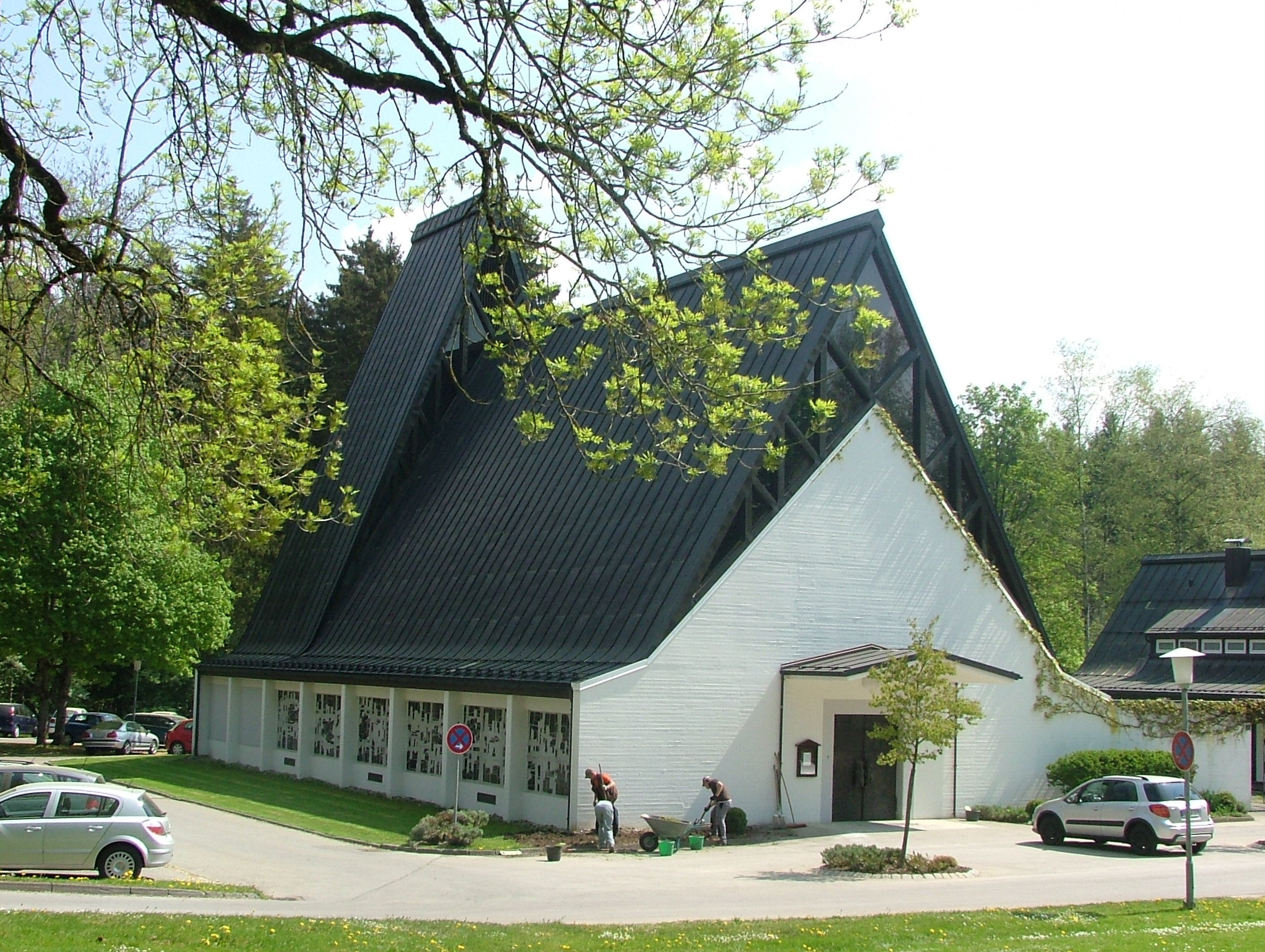
Kirche Neutrauchburg, Filialkirche „Zum Kostbaren Blut“

- Schloss Neutrauchburg, heute ein Hotel
- Loretokapelle; mit Wallfahrten zu dieser Kapelle samt Einkehr im danebenstehenden Wirtshaus „Zur Sonne“ begann der Aufstieg Neutrauchburgs zum Heilklimatischen Kurort
- Filialkirche „Zum Kostbaren Blut“, gehört zum Dekanat Allgäu-Oberschwaben der Diözese Rottenburg-Stuttgart.

## Kulturdenkmale
Siehe: Liste der Kulturdenkmale in Neutrauchburg